# Геенланд
Геенланд (нім. Höhenland) — громада в Німеччині, розташована в землі Бранденбург. Входить до складу району Меркіш-Одерланд. Складова частина об'єднання громад Фалькенберг-Гее.
Площа — 53,83 км2. Населення становить 1038 ос. (станом на 31 грудня 2020).

## Галерея

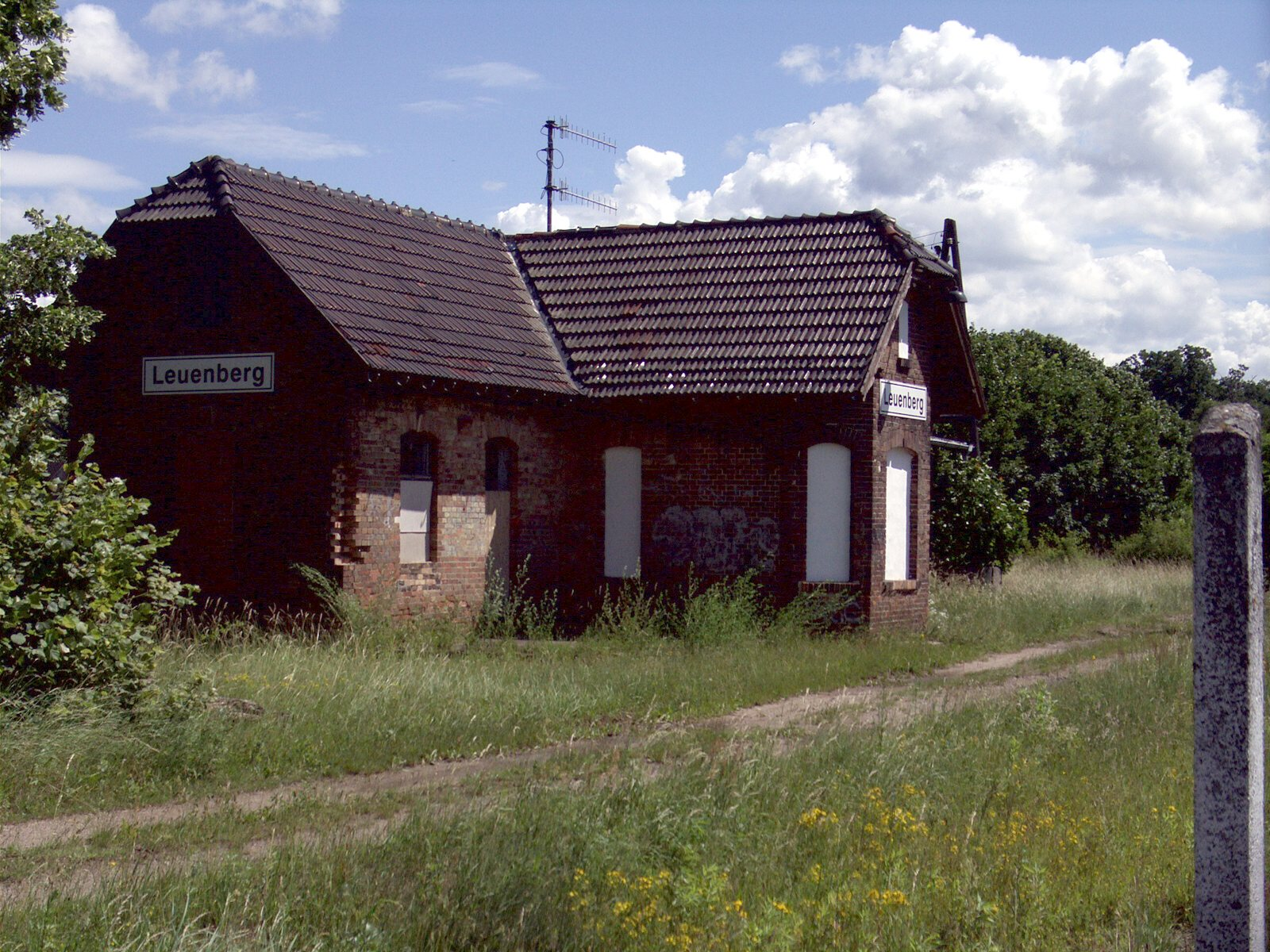